# طيهوج حاد الذيل
طيهوج حاد الذيل (الاسم العلمي: Tympanuchus phasianellus)، المعروف أيضًا باسم حاد الذيل أو طيهوج النار، هو طائر بري متوسط الحجم. واحد من ثلاثة أنواع في جنس الخرط، يوجد طيهوج حاد الذيل في جميع أنحاء ألاسكا، ومعظم شمال وغرب كندا، وأجزاء من الغرب والغرب الأوسط للولايات المتحدة. طهيوج حاد الذيل هو طائر إقليمي لمقاطعة ساسكاتشوان الكندية.